# Wyatt Spencer
Wyatt Spencer is een personage uit de Amerikaanse soapserie The Bold and the Beautiful (in Vlaanderen uitgezonden onder de titel Mooi en Meedogenloos).

## Personage
Wyatt, gecreëerd en geïntroduceerd door uitvoerend producent Bradley Bell in 2013, is de voorheen onbekende oudste zoon van mediamagnaat Bill Spencer Jr. (Don Diamont) en Quinn Fuller (Rena Sofer). Naast het uitbreiden van de familie Spencer, wordt Wyatt onmiddellijk een rivaal van zijn halfbroer, Liam Spencer (Scott Clifton), vanwege de genegenheid van hun vader en de genegenheid van Liam's oude liefde, Hope Logan (Kim Matula). Wyatt wordt opgevoed door zijn alleenstaande moeder, Quinn, en raakt eraan gewend alles te doen om te overleven. Het is echter zijn relatie met Hope die hem helpt ten goede te veranderen. Ondanks dat Wyatt probeert het beste leven te leiden dat hij kan, gooien de mensen om hem heen, met name Liam, consequent zijn verleden in zijn gezicht en beschuldigen hem ervan slecht te zijn voor Hope en slecht voor het bedrijf. Wyatt en Liam's rivaliteit gaat verder wanneer hij betrokken raakt bij Liam's exen, Ivy Forrester (Ashleigh Brewer) en Steffy Forrester (Jacqueline MacInnes Wood), en hij raakt ook betrokken bij de ex-vrouw van zijn vader, Katie Logan (Heather Tom).
Brooks' optreden werd met lovende kritieken ontvangen en leverde hem een Daytime Emmy Award-nominatie op voor Outstanding Supporting Actor in een dramaserie in 2021.